# Németh Antal (rendező)

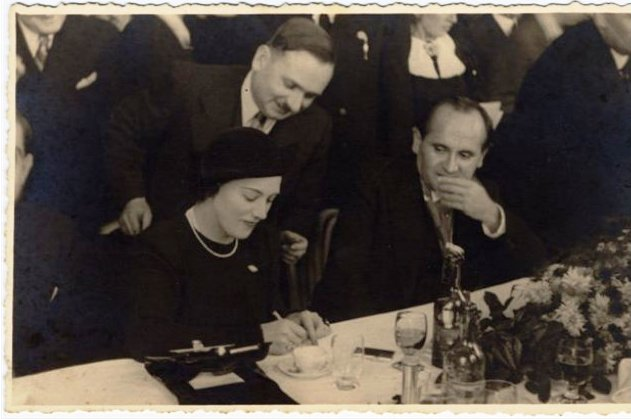
Bajor Gizi és Németh Antal a Gellért Szállóban

Németh Antal (Budapest, 1903. május 19. – Budapest, 1968. október 28.) magyar rendező, egyetemi tanár, színházigazgató, színháztörténeti író.

## Életpályája
Németh Márton iskolaszolga és Blaskó Berta Mária fia. Irodalmi és művészettörténeti egyetemi tanulmányait a budapesti és a berlini egyetemen végezte el. 1928-ban és 1931-ben Berlinben, Bécsben, Münchenben, Párizsban és Kölnben tanult. 1928-ban az Országos Kamara Színház rendező-fordítója és a Színpadművészeti Stúdió alapító tagja lett. Jaschik Álmos iskolájában díszlettörténetet és díszlettervezést oktatott. 1929–1931 között a Szegedi Nemzeti Színház rendezőjeként dolgozott, ugyanitt 1929-ben színpadművészeti kiállítást rendezett. 1933-1935-ig Tormay Cécile Napkelet című folyóiratának volt a szerkesztője.
1934-ben részt vett az Olasz Tudományos Akadémia világkongresszusán. 1935-ben a Magyar Rádió drámai osztályának vezetője és a Debreceni Egyetem magántanára lett. 1935-től 1944-ig a Nemzeti Színház igazgatója volt. 1944-ben Országos Magyar Királyi Színházvezető- és Rendezőképző Akadémiát indított. 1945–1956 között nem rendezhetett. 1950-től a Népművelési Intézetben a bábjáték elméletével és történetével foglalkozott. 1956-tól színházban is dolgozott. 1956–1957 között a kaposvári Csiky Gergely Színház rendezője volt. 1957–1959 között a kecskeméti Katona József Színházban rendezett. 1959–1965 között a Pécsi Nemzeti Színházban dolgozott rendezőként. 1965-től az Országos Széchényi Könyvtár Színháztörténeti Osztályán dolgozott. Tagja volt a lengyel–magyar kapcsolatok ápolását célul tűző Magyar Mickiewicz Társaságnak is.
Sírja a Farkasréti temetőben található. 2018-ban róla nevezték el a Kaposvári Egyetem belvárosi kulturális központját.

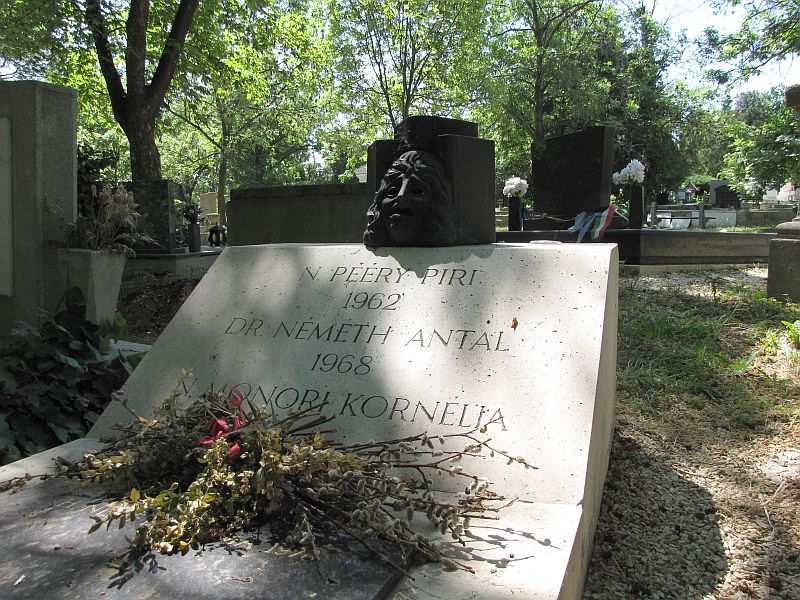
Peéry Piri és Németh Antal sírja a Farkasréti temetőben (1-2-352)

## Magánélete
Első felesége Peéry Piri (1904–1962) színésznő volt. Második felesége Monori Kornélia volt.

## Színházi rendezései
A Színházi Adattárban regisztrált bemutatóinak száma: 111.
- Újházy György: Missa Solemnis (1935)
- Géraldy: Krisztin (1935)
- Boross Elemér: Ti szegény lányok (1935)
- Albrecht: VIII. Henrik (1936)
- Katona József: Bánk bán (1936, 1938, 1940, 1960)
- Kállay Miklós: A roninok kincse (1936, 1942)
- Kacsóh Pongrác: János vitéz (1936, 1938)
- Szántó György: Sátoros király (1936)
- Hsiung: Gyémántpatak-kisasszony (1936)
- Krasinski: Pokoli színjáték (1936)
- Andai Ernő: Áruház (1936)
- Barabás Pál: Pénz! Pénz! Pénz! (1936)
- Vörösmarty Mihály: Csongor és Tünde (1937-1938, 1941-1942, 1956)
- O’Neill: Amerikai Elektra (1937)
- Romains: Donogoo (1937)
- William Shakespeare: Othello, a velencei mór (1937, 1957, 1964)
- Babay József: Csodatükör (1937)
- Nyirő József: Jézusfaragó ember (1937)
- Herczeg Ferenc: Kék róka (1937)
- Madách Imre: Az ember tragédiája (1937, 1939, 1942)
- Vörösmarty Mihály: Árpád ébredése (1937)
- William Shakespeare: Szentivánéji álom (1937-1939, 1941, 1959)
- Kállay Miklós: Godiva (1938)
- Németh László: Villámfénynél (1938)
- William Shakespeare: Lear király (1938)
- Calderón de la Barca: A nagy világszínház (1938)
- Molière: Az úrhatnám polgár (1938)
- Herczeg Ferenc: Az utolsó tánc (1938)
- Arisztophanész: Madarak (1938)
- William Shakespeare: Ahogy tetszik (1938-1939)
- Kleist: Amphitryon (1939)
- Fazekas-Dékány: Ludas Matyi (1939)
- William Shakespeare: A makrancos hölgy (1939)
- Tamási Áron: Tündöklő Jeromos (1939)
- Tolsztoj: Feltámadás (1939)
- William Shakespeare: Vihar (1939-1940)
- William Shakespeare: Macbeth (1939, 1960)
- Forzano: Caesar (1940)
- William Shakespeare: Hamlet (1940)
- Nyirő József: Új haza (1940)
- William Shakespeare: Rómeó és Júlia (1940)
- William Shakespeare: Minden jó, ha a vége jó (1940)
- Lope de Vega: Vidám szüret (1940)
- Ortner: Szent Borbála csodája (1940)
- Márai Sándor: A kaland (1940)
- Jókai Mór: Földönjáró csillagok (1940)
- Kovách Aladár: Téli zsoltár (1940)
- Rostand: Cyrano de Bergerac (1941, 1962)
- Ibsen: Peer Gynt (1941)
- Ibsen: Nóra (1941)
- Illés Endre: Törtetők (1941)
- Herczeg Ferenc: Karolina, vagy egy szerencsés flótás (1941)
- Móricz Zsigmond: Aranyos öregek (1941)
- Zilahy Lajos: Grassalkovics (1941)
- Zilahy Lajos: A házasságszédelgő (1941)
- Bahr: Koncert (1941)
- Rostand: A sasfiók (1942)
- Tamási Áron: Csalóka szivárvány (1942)
- Márai Sándor: A kassai polgárok (1942)
- Szophoklész: Oedipus király; Oedipus Kolonosban (1943)
- William Shakespeare: Julius Caesar (1943)
- Töpfer: Magyar hölgy (1943)
- Tirso de Molina: A zöldnadrágos lovag (1943)
- Dumas: A kaméliás hölgy (1943)
- Schwengeler: Hontalan nép (1944)
- Kemény János: Péter (1944)
- Niccodemi: Tacskó (1957)
- Lehár Ferenc: A mosoly országa (1957)
- Wilder: A mi kis városunk (1957)
- Dukes: Országúti kaland (1957)
- Maugham: Eső (1958)
- Móricz Zsigmond: Úri muri (1958)
- Fehér Klára: Nem vagyunk angyalok (1959)
- Visnyevszkij: Optimista tragédia (1959)
- Verdi: Rigoletto (1959)
- García Lorca: Bernarda Alba háza (1960)
- Puccini: Bohémélet (1961)
- Verdi: A trubadúr (1961, 1965)
- Mozart: Szöktetés a szerájból (1961)
- Puccini: Tosca (1962)
- Offenbach: Hoffmann meséi (1962)
- Donászy-Vass: A kiskakas gyémántfélkrajcárosa (1962)
- Prokofjev: Péter és a farkas (1962)
- Verdi: Álarcosbál (1963)
- Molnár Ferenc: Hattyú (1963)

## Filmjei
- Madách (1944)
- Madách: Egy ember tragédiája (1949)

## Művei
- A színjáték esztétikájának vázlata (1929)
- Színészeti lexikon; szerk. Németh Antal, Bp., 1930[13]
- Goethe Faustja a színpadon (1932)
- Az ember tragédiája a színpadon (1933)
- Tanulmányok a színház esztétikája köréből (tanulmányok, 1934)
- Bánk Bán. Katona József drámája száz éve a színpadon; Budapest Székesfőváros, Bp., 1935
- Kelet bábjátékművészete (1955)
- Új színházat! (válogatott írások, szerk. Koltai Tamás, 1988)